# Шибгандж (подокруг, Навабгандж)
Шибгандж (бенг. শিবগঞ্জ, англ. Shibganj) — подокруг на северо-западе Бангладеш. Входит в состав округа Навабгандж. Образован в 1913 году. Административный центр — город Шибгандж. Площадь подокруга — 537,24 км². По данным переписи 1991 года численность населения подокруга составляла 422 347 человек. Плотность населения равнялась 804 чел. на 1 км². Уровень грамотности населения составлял 28,1 %. Религиозный состав: мусульмане — 96,52 %, индуисты — 3,48 %.